# アジア語楽紀行
アジア語楽紀行（アジアごがくきこう）は、NHK教育テレビジョンとNHKワールド・プレミアムで放送されたミニ語学教育番組。

## 概要
2005年4月5日スタート、2009年度を最後に終了。タイトルは、語学勉強と旅行を楽しむことを絡ませて展開するという意味合いの造語としてつけられた。
番組は、2か月を1単位として、アジア各国の旅行を楽しみながら、そこで利用できる簡単な旅行外国語を学べるという一つの番組で2つの楽しみが味わえる内容となっている。が、1単位は12回であり、基本的に偶数月に新作を放送し、翌月となる奇数月は同じ内容を再放送していた。
レギュラー放送にはない言語を取り上げるのが通例となっていたが、2007年2月からの済州編にて初めてレギュラー放送と重複する言語を取り上げた。

## 放送時間
| 年度 | 本放送                                          | 翌月リピート                                    | 再放送                               |
| ---- | ----------------------------------------------- | ----------------------------------------------- | ------------------------------------ |
| 2005 | 偶数月の火曜日〜木曜日 23:55 - 24:00            | 奇数月の火曜日〜木曜日 23:55 - 24:00            | 翌週の月曜日〜水曜日 6:25 - 6:30     |
| 2006 | 偶数月の火曜日〜木曜日 23:55 - 24:00            | 奇数月の火曜日〜木曜日 23:55 - 24:00            | 翌週の月曜日〜水曜日 6:25 - 6:30     |
| 2007 | 偶数月の火曜日〜木曜日 23:55 - 24:00            | 奇数月の火曜日〜木曜日 23:55 - 24:00            | 翌週の木曜日〜土曜日 6:25 - 6:30     |
| 2008 | 偶数月の火曜日〜木曜日 23:55 - 24:00            | 奇数月の火曜日〜木曜日 23:55 - 24:00            | 翌週の木曜日〜土曜日 6:25 - 6:30     |
| 2009 | 偶数月の火曜日〜木曜日 0:55 - 1:00 （前日深夜） | 奇数月の火曜日〜木曜日 0:55 - 1:00 （前日深夜） | 翌週金曜日〜翌々週日曜日 6:25 - 6:30 |

2013年4月14日に、インドネシア語編とトルコ語編の全話がEテレセレクション・アーカイブズ枠で放送された。

## 作品リスト
配列は、初回放送順によった。
| 作品順 | タイトル                   | 舞台地               | 案内人                                             | ナレーション      |
| ------ | -------------------------- | -------------------- | -------------------------------------------------- | ----------------- |
| 1      | バリ・旅するインドネシア語 | インドネシア・バリ島 | グスティ・アユ・スリ・ユリアティ                   | 柴田祐規子（NHK） |
| 2      | 旅するタイ語               | タイ                 | ピムチャン・スィーカムミー（通称：ノイ）           | 児玉清            |
| 3      | 旅するベトナム語           | ベトナム             | グェン・ラン・フォン（vi:Lan Phương ベトナム語版） | 児玉清            |
| 4      | 旅する広東語               | 香港・ マカオ        | チャック・シーウ・ロン                             | 中川緑（NHK）     |
| 5      | 旅するトルコ語             | トルコ               | ミュゲ・ヤフシ                                     | 榎木孝明          |
| 6      | チェジュ（済州）           | 韓国・済州島         | キム・ヘソン                                       | 小山茉美          |
| 7      | 旅するマレー語             | マレーシア           | ヌルファズリーナ・ビンティ・ヒシャムディン         | 島田歌穂          |
| 8      | 旅するネパール語           | ネパール             | クシュブ・オリ                                     | 別所哲也          |
| 9      | 旅するヒンディー語         | インド               | ナミター・アースリー                               | 小倉久寛          |

## 放送記録
初回放送分は、太字で示した。（数字）は、再放送回数。
| 年度 | 4・5月         | 6・7月      | 8・9月            | 10・11月          | 12・翌年1月   | 翌年2・3月      |
| ---- | -------------- | ----------- | ----------------- | ----------------- | ------------- | --------------- |
| 2005 | インドネシア語 | タイ語      | ベトナム語        | インドネシア語(2) | タイ語(2)     | ベトナム語(2)   |
| 2006 | タイ語(3)      | 広東語      | インドネシア語(3) | トルコ語          | ベトナム語(3) | チェジュ語      |
| 2007 | マレー語       | 広東語(2)   | ネパール語        | トルコ語(2)       | チェジュ語(2) | ヒンディー語    |
| 2008 | タイ語(4)      | 広東語(3)   | マレー語(2)       | ネパール語(2)     | チェジュ語(3) | ヒンディー語(2) |
| 2009 | タイ語(5)      | トルコ語(3) | ネパール語(3)     | ベトナム語(4)     | マレー語(3)   | ヒンディー語(3) |

## その他
- 英語タイトルは 「Asian Word Traveller」のようである。
- 2007年4月現在、韓国の教育放送（EBS）の英語教育番組専門チャンネルである EBS English でインドネシア語やタイ語、ベトナム語が放送中のようである（ナレーションは英語に吹き替え）。
- 旅するベトナム語の案内人のグェン・ラン・フォンは後年おとなの基礎英語のベトナム編に出演したことがある。

## DVD
2005年度に初回放送された3作品が、NHKエンタープライズより「NHK DVD」として発売されている。